# Feng Yun
Feng Yun, född 23 februari 1976, är en friidrottare från Kina. Hon deltog vid olympiska sommarspelen 2000.